# Земская почта Мелитопольского уезда
Зе́мская по́чта Мелито́польского уе́зда — земская почта, организованная земской управой Мелитопольского уезда Таврической губернии. Земская почта Мелитопольского уезда существовала с 1867 года по 1878 год. В уезде выпускались собственные земские почтовые марки.

## История почты
Мелитопольская уездная земская почта была открыта в 1867 году. Почтовые отправления отправлялись из уездного центра (города Мелитополя) дважды в неделю в волостные правления. Для оплаты доставки частной корреспонденции были введены земские почтовые марки.
В 1878 году Мелитопольская уездная земская почта была закрыта.

## Выпуски марок
Пересылка частных почтовых отправлений оплачивалась земскими почтовыми марками номиналом 3 копейки. Марки первых выпусков были похожи на государственные почтовые марки России, в  связи с чем они были заменены марками другого рисунка и с надписью «Марка Мелитопольской земской почты».